# Méditerranéenne (chanson)
Pour les articles homonymes, voir Méditerranéenne.
Clip vidéo
[vidéo] « Hervé Vilard - Méditerranéenne », sur YouTube
[vidéo] « Hervé Vilard - Méditerranéenne (télévision) », sur YouTube
Méditerranéenne est une chanson française d'Hervé Vilard, enregistrée en single,, intégrée à son album compilation 14 chansons d'or de 1983, un des grands succès de sa carrière et de la chanson française.

## Histoire
Le tube de l'été italien 1983 L'italiano de Toto Cutugno est vendu avec un succès record de sa carrière a plusieurs centaines de milliers d'exemplaires dans le monde,,. 
Après avoir repris avec succès des précédents tubes de Toto Cutugno, dont Nous (Donna, Donna Mia, 1978) et Reviens (Il cielo è sempre un po'piu blu, 1980), Hervé Vilard reprend et adapte, avec Didier Barbelivien, L'italiano en Méditerranéenne, avec des nouvelles paroles françaises sur le thème d'une déclaration d'amour enflammée d'un gadjo à une Bohémienne méditerranéenne des Saintes-Maries-de-la-Mer en Camargue « Méditerranéenne, mais qu'est-ce que tu es belle, ce parfum de bohème, je l'aimerai puisque tu m'aimes. Ma vie sera la tienne, Méditerranéenne, Ô Sainte-Marie que j'aime, y a danger pour l'étranger... »,.
La chanson atteint la 3e place des meilleures ventes de singles en France, et est certifiée disque d'or, se vendant à plus de 600 000 exemplaires.

## Reprises et adaptations
Ce tube est repris en particulier par Didier Barbelivien (album Atelier d'artistes, 2009) ou encore Les Enfoirés (avec Philippe Lavil, album Enfoirés en cœur, 1998)... 